# Gençlerbirliği S.K.
Gençlerbirliği Spor Kulübü (normalt bare kendt som Gençlerbirliği S.K. eller bare Gençlerbirliği) er en tyrkisk fodboldklub fra hovedstaden Ankara. Klubben spiller i landets bedste liga, Turkcell Süper Lig, og har hjemmebane på 19 Mayıs Stadium. Klubben blev grundlagt den 14. marts 1923, og har siden da sikret sig to tyrkiske mesterskaber og to pokaltitler.

## Titler
- Tyrkiske Mesterskab (2): 1941 og 1946

- Tyrkiske Pokalturnering (2): 1987 og 2001

## Kendte spillere
- Ümit Karan
- Ümit Özat
- Tayfun Korkut
- Geremi Njitap
- Tijani Babangida

## Danske spillere
- Martin Spelmann
- Bent Christensen Arensøe